# レイニー (アンプメーカー)

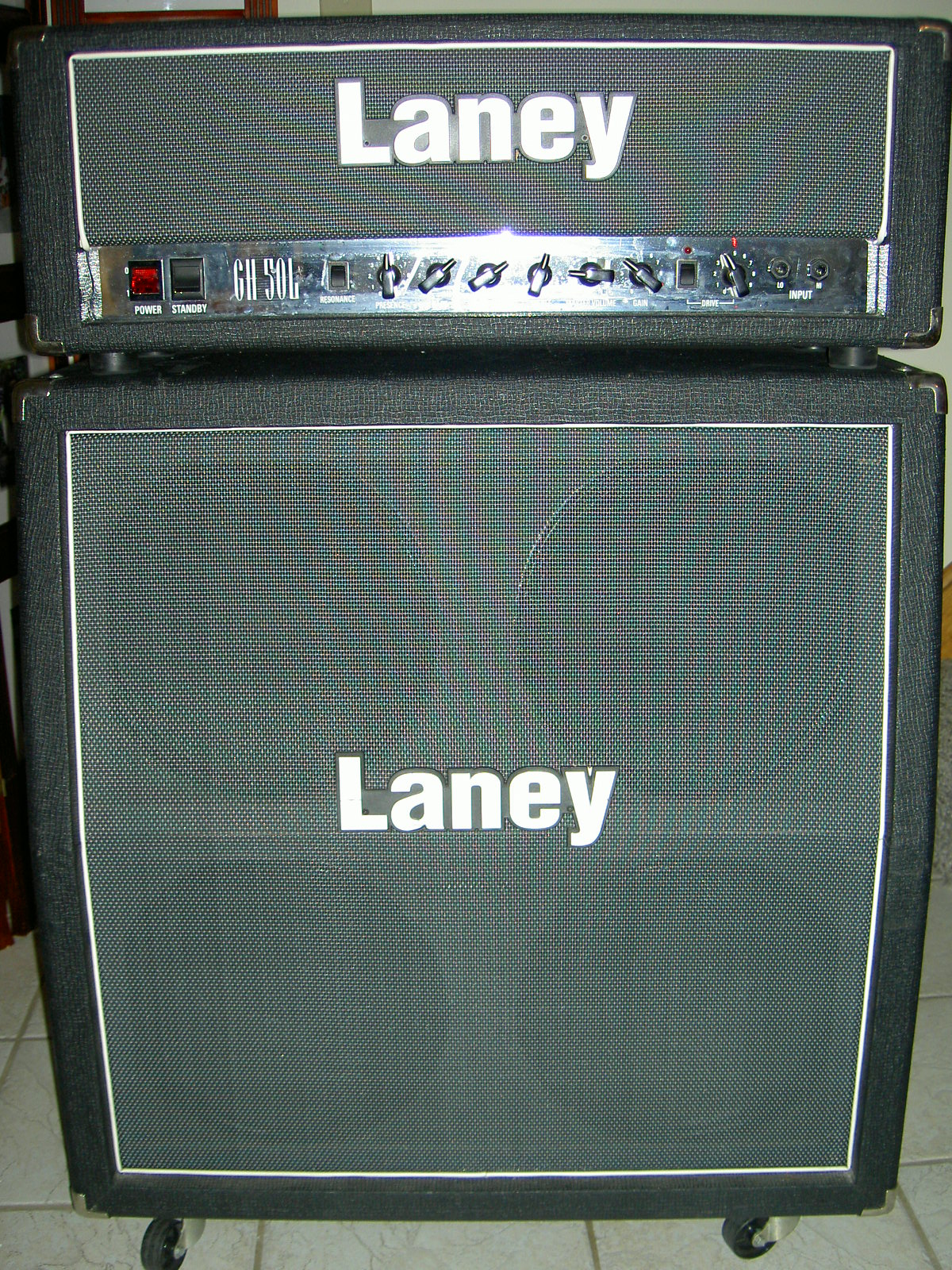
ギター用アンプであるレイニー GH50L（上）

レイニー（Laney） は 英国の ギター/ベース アンプとキャビネット、PAシステムのメーカーである。日本国内での代理店業務はサウンドハウスが行っている。

## 歴史
レイニーは、1967年英国バーミンガムでリンドン・レイニーにより設立。リンドン自身もベーシストであり、後のレッド・ツェッペリンのメンバーとなるロバート・プラント、ジョン・ボーナムが所属していたバンド「バンド・オブ・ジョイ」でベースを演奏していた。彼はアンプを購入する資金が乏しかったこともあり、アンプを自作して使用していた。バンド活動と並行するようにして小遣い稼ぎの為に地元のミュージシャンからの要望に応えたアンプを制作、販売をすることを行っていたが、それがきっかけとなり本格的にアンプ製造に取り組もうと決心しブランドを立ち上げることとなる。
その当時の顧客の中にはブラック・サバスのトニー・アイオミもおり、リンドン制作のアンプがブラック・サバスの初期のアルバムで使用された。後の2012年には彼のシグネチャーモデルも発売されている。
また、2016年初頭にはブラック・サバス初期に使用されていたLA100BL（アンプ）、LA412（キャビネット）が限定により復刻され、TI Boost（当時、トニーがブースターとして改造したレンジマスターをアンプ入力前に挟んでゲインを増幅していた。それを再現する為のブースター）とのバンドルで販売された。

## 現行機種
2017年2月現在、サウンドハウスで入手可能な機種に限り掲載していく。

### ギターアンプ

#### チューブアンプ

##### CUBシリーズ
- CUB12R
- CUB HEAD（ヘッドアンプ）
- CUB10
- CUBCAB(キャビネット)

##### VCシリーズ
- VC15-110
- VC30-212

##### GHRシリーズ
- GH100L
- GH100L NOS
- GH100R
- GH50L
- GH50R
- GH50R－212（コンボアンプ）

##### VHシリーズ
- VH100R

##### LION HEARTシリーズ
- L20T-112
- L20T-212
- L5T-112
- LT212（キャビネットスピーカー)
- L20H(ヘッドアンプ)

##### Iron HEARTシリーズ
- IRT-STUDIO
- IRT60H
- IRT15H
- IRT212（キャビネットスピーカー）
- IRT120H
- IRT112 (キャビネットスピーカー)
- IRT412S (キャビネットスピーカー)
- IRTX (アクティブ・エクスパンジョン・スピーカー )

##### Tony Iommi SIGNATURE
- TI15-112

## 著名な使用者
- トニー・アイオミ
- ポール・ギルバート
- キコ・ルーレイロ（アングラ、メガデス）
- アダム・デュトキエヴィッチ(キルスウィッチ・エンゲイジ）
- マティアス・"IA"・エクルンド（フリーク・キッチン)
- スティーヴ・ロザリー（マリリオン）
- ピート・トレワヴァス（マリリオン）
- 布袋寅泰